# 徳川宗睦
徳川 宗睦（とくがわ むねちか/むねよし）は江戸時代中期からの大名。名古屋藩第9代藩主。官位は従二位・権大納言。名古屋藩中興の名君と称された。

## 生涯
高須藩主・松平義淳（のちの名古屋藩第8代藩主・徳川宗勝）の次男として誕生。母は側室・一色氏（英巌院）。幼名は熊五郎。
宝暦11年（1761年）、父の死去により跡を継ぐ。父同様に才能に優れ、山村良由や樋口好古らを登用して藩政改革に乗り出した。その結果に行なわれた新田開発や殖産興業政策、治水工事（熱田での開墾）の多くで成功を収めている。また、問題化していた役人の不正を防止するため、代官制度の整備も行なった。農村の支配強化も行ない、徴税の確実性を務めている。さらに父の時代に少々厳しくなりすぎていた刑法を改め、寛容なものにしている。藩士に対しても相続制度を確実なものとした。文化的にも父の代に基礎が築かれていた藩校・明倫堂（現・愛知県立明和高等学校）の創設して藩の教育普及に努めた。寛政9年からは家臣からの封書による政策提言を受けつける制度を実施し、人心収攬を図った。
ところがこのような改革を行い過ぎた結果、宗睦の晩年には財政赤字が見え始める。これを解決するために藩札を発行したが、これがかえって物価騰貴など経済の大混乱を助長してしまった。寛政11年12月20日（1800年1月）、67歳で死去。法号は天祥院。
宗睦は名古屋藩の「中興の祖」と言われている。確かに藩政においては前半と中盤では大いに成功を収め、藩政を発展、安定化に導いた。しかし晩年の財政政策の失敗は、その後の名古屋藩における財政破綻の一因を成したのであった。

## 後継者問題
宗睦の実子としては、好君との間に儲けた長男・治休、次男・治興などがいたがいずれも早世、さらに支藩の美濃高須藩から養嗣子に迎えた甥・治行とその子・五郎太も早世し、続いて迎えた養子の甥・勇丸も早世したため、将軍徳川家斉の四男敬之助を養嗣子としたがまたも早世し、寛政10年（1798年）4月に一橋治国の長男斉朝を養嗣子として迎え、宗睦死後の寛政12年1月に跡を継がせた。このため、徳川義直以来の男系の血筋は断絶した。ただし、斉朝の実母は二条治孝の娘・乗蓮院であり、治孝の父・二条宗基の実母は名古屋藩4代藩主徳川吉通の長女信受院（三千君）である。つまり斉朝は吉通の来孫（曾孫の孫）であり、尾張徳川家の血を女系で引いている。なお、斉朝の正室・淑姫（徳川家斉の長女）は、初め治行の子・五郎太と婚約していた。

### 嗣子・養嗣子
1. 治休（1753年 - 1773年） - 宝暦3年(1753年)10月7日誕生、安永2年(1773年)6月14日没、長男
2. 治興（1756年 - 1776年） - 安永2年(1773年)6月14日嫡子となる、安永5年(1776年)7月8日没、次男
3. 治行（1760年 - 1793年） - 安永6年(1777年)1月25日養子となる、寛政5年(1793年)9月5日没、甥
4. 五郎太（1781年 - 1794年） - 寛政5年(1793年)9月5日嫡孫となる、寛政6年(1794年)9月3日没、甥の子
5. 勇丸（1793年 - 1795年） - 寛政6年(1794年)11月9日養子となる、寛政7年(1795年)9月20日没、甥
6. 敬之助（1795年 - 1797年） - 寛政8年(1796年)3月23日養子となる、寛政9年(1797年)3月12日没、将軍家斉の四男
7. 斉朝（1793年 - 1850年） - 寛政10年(1798年)4月13日養子となる、一橋治国の長男

## 系譜
- 父：徳川宗勝
- 母：お嘉代の方 - 英巌院、一色氏の娘
- 正室：好君 - たかぎみ、転陵院、近衛家久の長女
  - 長男：徳川治休
  - 次男：徳川治興
  - 養子：徳川治行 - 甥、弟・松平義敏の長男
  - 養女：純姫 - 姪、弟・松平義敏の長女、上杉治広室
  - 養子：勇丸 - 甥、弟・松平勝長の次男
  - 養女：琴姫 - 姪、弟・松平勝当の長女、前田斉広室、のち近衛基前室
  - 養子：敬之助 - 徳川家斉の四男
  - 養子：徳川斉朝 - 徳川治国の長男

## 関係のある史跡

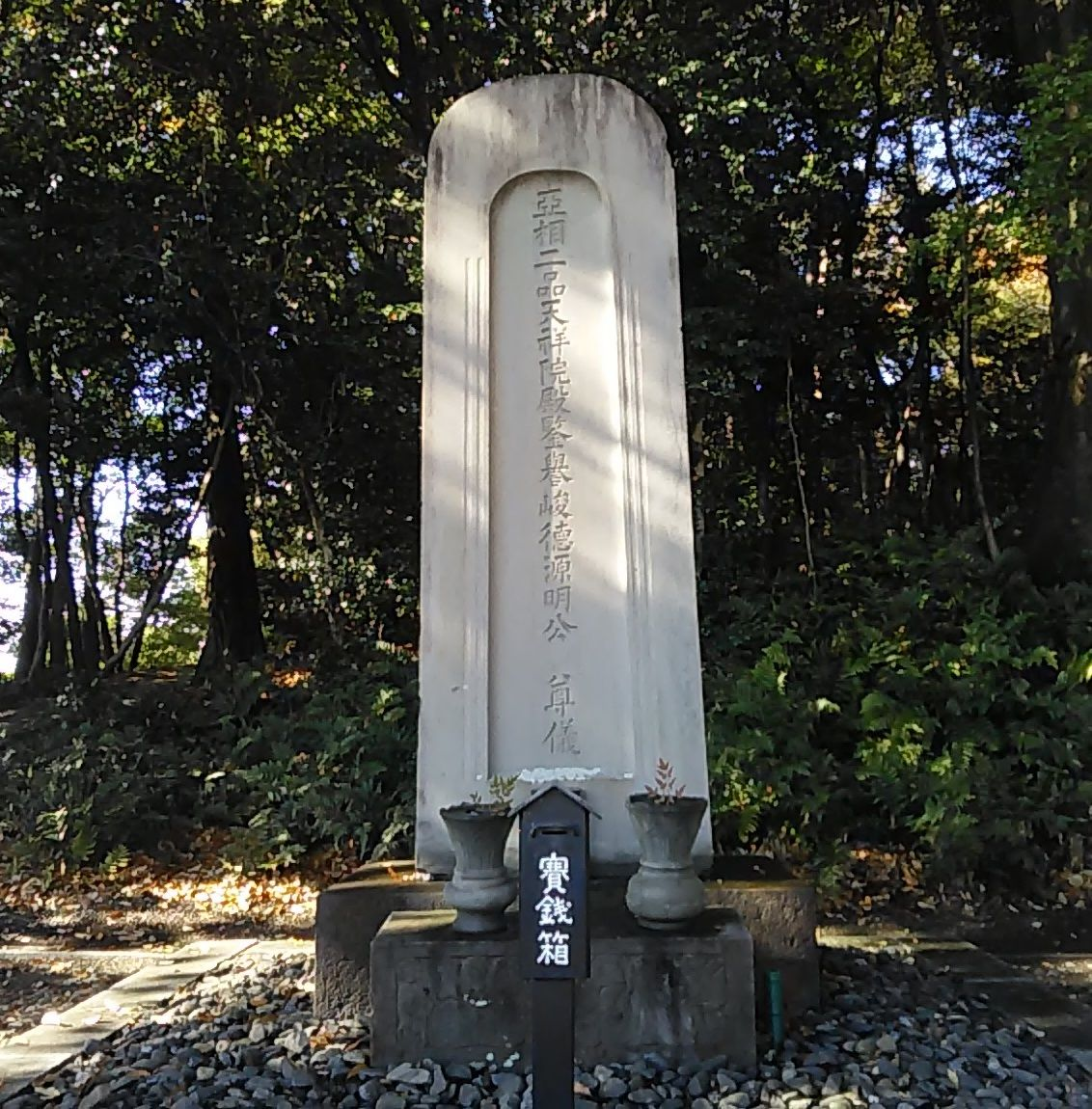
徳川宗睦の墓(小牧山)

- 徳川宗睦の墓(小牧山)愛知県小牧市の小牧山に、宗睦の墓石が建中寺から移されている。

## 官職および位階等の履歴
※日付＝旧暦
- 1742年（寛保2）12月4日、元服し、父同様、将軍徳川吉宗の一字を賜り、宗睦と名乗る。従四位下に叙し、右兵衛督に任官。
- 1744年（延享元）12月1日、従三位に昇叙し、左近衛権中将に遷任。
- 1753年（宝暦3）12月1日、参議に補任。
- 1761年（宝暦11）8月5日、尾張国名古屋藩主となる。12月1日、権中納言に転任。
- 1781年（安永10）3月15日、従二位に昇叙し、権大納言に転任。
- 1799年（寛政11）12月20日、薨去。法名：天祥院殿鑒譽峻徳源明大居士。墓所：名古屋市東区筒井の徳興山建中寺。

## 徳川宗睦を扱った作品
1994年（平成6年）4月から10月にかけて、テレビ朝日系列で『殿さま風来坊隠れ旅』という番組が放送された。これは徳川治貞（三田村邦彦）と徳川宗睦（西岡徳馬）が主役の勧善懲悪時代劇で、もちろんフィクションである。しかし、それまで愛知県内でも無名に等しかった徳川宗睦の名が知れ渡った唯一の事例である。
また、時代小説作家の麻倉一矢が、宗睦を主人公とした『やさぐれ大納言徳川宗睦』シリーズを、コスミック・時代文庫より発表している。

## 偏諱を与えた人物
- 徳川睦篤（次男、のち治興に改名）
- 松平睦精（末弟、のちの内藤政脩）
- 竹腰睦群（甥。実弟・竹腰勝起の子）
- 松平睦英（甥。実弟・松平勝長の長男）[3]